# Ramón López-Pelegrín Martínez
Ramón López-Pelegrín Martínez (Guadalajara, 30 d'agost de 1767 - Madrid, 21 de juliol de 1841) va ser un polític espanyol.

## Biografia
Es llicencià en filosofia i teologia a la Universitat de Saragossa.
Advocat, abans de la guerra del francès va ser Oïdor de la Reial Audiència i Cancelleria de Valladolid i conseller d'Estat el 1807. El 1812 va ser a més Fiscal del Consell Reial de Castella (després Tribunal Suprem), on va tenir enfrontaments amb Lorenzo Calvo de Rozas. Fou elegit diputat a les Corts de Cadis durant la legislatura 1813-1814.
Membre d'una coneguda família liberal, de 1815 a 1820 fou membre del Consell Reial i en 1821 fiscal del tribunal Suprem. Durant el Trienni liberal entre juny de 1821 i febrer de 1822 el Ministeri de la Governació d'Ultramar. De 1834 a 1839 seria Pròcer del Regne i senador per Guadalajara.